# John Rigby & Co
John Rigby & Co är en engelsk vapentillverkare som numera åter huserar i London efter 15 år som varumärke för ett kaliforniskt konsortium. Företaget leds av Mark Newton och Patricia Pugh. Den tyska numera civila vapentillverkaren Mauser äger företaget.
Företaget grundades som ett mindre bössmakeri i Dublin, Irland, 1735. Mellan åren 1820 och 1865 hette man W. & J. Rigby, för att därefter anta det namn som används än idag.
År 1865 öppnade man ett försäljningskontor i London och 1880 blev John Rigby utsedd till styresman för den brittiska kronans vapenfabrik i Enfield. Undan för undan överförde Rigby sin verksamhet till England och 1897 stängdes verkstaden i Dublin för gott.
John Rigby & Co är mest känt för jaktvapen avsedda för storviltjakt i Afrika och i Indien. Deras dubbelstudsare i grova kalibrar är vida berömda för sin slitstyrka och sin tillförlitlighet.
Rigby har även tillverkat en rad legendariska repetergevär med mekanism av typen Mauser M98, ofta i sina egna kalibrar. Mekanismerna köpte man färdiga från Mauser, FN eller CZ. En Rigby i kaliber .416 var ett klassiskt vapen för storviltjakt i Afrika under mellankrigstiden, trots att det totalt endast tillverkats cirka 10.000 vapen i denna kaliber (inklusive andra tillverkare än Rigby). Lika klassisk och betydligt mera använd är kalibern .275 Rigby. Patronen är Mausers 7x57mm för röksvagt krut som Rigby satte ett brittiskt namn på för att bättre på försäljningen.
Företaget är också känt för hagelgevär av hög kvalitet.
John Rigby & Co köptes 1997 av ett amerikanskt konsortium och företaget låg då i Paso Robles, Kalifornien.

## Rigbys egna kalibrar
- .350 Rigby Nitro Express (8,9x70) (1908)
- .416 Rigby (10,6x74) (1912)
- .450 Rigby Nitro Express (11,4x83) (1897)
- .470 Rigby Nitro Express (11,9x82) (1907)